# VII Simfonija (Brukner)
SIMFONIJA broj 7. E - Dur, WAB 107, Antona Bruknera.

## Opšte karakteristike
Posle Četvrte, Romantične, druga najčešće izvođena simfonija Antona Bruknera, velikog Vagnerovog sledbenika je Simfonija broj 7. E-Dur, nastala u godini Vagnerove smrti, 1883. Upravo ova Bruknerova Simfonija nosi najsnažniji Vagnerov uticaj, a religozni momenat je kao retko gde drugde, potisnut u drugi plan. Četiri njena stava obrazuju celinu trajanja 1 sat i 5 minuta.

## Analiza dela
Prvi stav je kolosalni sonatni Ruhig (Mirno). Počinje ga karakteristični tremolo u rogovima i violončelima, koji donose i glavnu temu, koju preuzimaju i violine. Oboa i klarinet donose ekstatčnu drugu temu, gde harmoniji i koloritu dosta doprinosi upravo uticaj Vagnera. Razvojni deo sav vrvi od uticaja Prstena Nibelunga, a u trenutku prelaska na reprizu, pokušaj trombona da donesu jedan koral, nadjačavaju snaga prve i harmonije druge teme reprize, koja narasta u veličanstvenu kodu.
Upravo je drugi stav, Adagio, vrhunac Simfonije, njen najpotresniji deo, harmonski najuzvišeniji, koji je inspirisao i Gustava Malera za potresnu labudovu pesmu: finalni Adagio njegove Devete Simfonije. Inspirisan je predosećanjem i konačnim nastupom Vagnerove smrti. Pravi razlog zašto je ova Smfonija druga najčešće izvođena u Bruknerovom opusu! Modulra u cis-moll. U stilu orgulja, počinju ga vagnerove bas tube, svojom tužnom pesmom, koju preuzimaju voline i donose melodiju koju ćemo nešto kasnije sresti u majstorovom Te Deumu - Non Confundar. Glavnu temu, Moderato - blago i tiho, donose violine i razvijaju je u dotle napoznatu raskoš melodija, harmonija i emocija, Vagneru u slavu posvećenih. U ovom kolosalnom stavu ipak vladaju spokojstvo i rezignacija koju povremeno remeti provala osećanja, a na kraju stav spokojno zamire. Nakon objavljanja samoubojstva Adolfa Hitlera 1945. nemačko radio je pustio ovaj stav.
Treći stav je Scherzo, koji je bio dovršen pre Adagia, ali napisan sa predosećanjem da bi bilo neumesno komponovati ga u stilu seoske igre. Raspoloženje stava je demonsko, groteskno. U bočnim delovima, gudači donose temu sa dve osmine i dve četvrtine, praćene avetnjskim signalom truba. Skale u drvenim duvačima i gudačima šire atmosferu straha. Ali, sada nastupa središnji trio sa svojom pastoralnom temom samo, notne duole u 3/4 taktu i u njemu šire atmosferu teskobe. Nakon reprize, u poslednjim taktovima stava, karakteristčna melodija flaute, teskobu ovog komada pretvara u prizvuk spokojstva. Finalni četvrti stav naglo menja raspoloženje: odmah nastupa dominantna tema, vesela, razuzdana, koja se u poslednja tri takta pretvara u irončan podsmeh. Nastupa i jedan koral koji daje tematski kontrast i tako imamo ekspoziciju ovog sonatnog finala. Sledi kraći razvojni deo, pri čijem se kraju ponovo javlja kontrast u koralu - koji se međutim, ne javlja u reprizi - tamo kao da su za potrebne kontraste dovoljni i razuzdano - ironični motivi prve teme. Završna koda postepeno nabujava i izrasta do veličanstvenih dimenzija, pompeznim izlaganjem glavne teme iz prvog stava.

## Izvođači
- Bečka Filharmonija, dirigent: Karl Bem
- Berlinska Filharmonija, dirigent: Herbert Fon Karajan
- Simfonijski Orkestar Bavarskog Radija, dirigent: Eugen Johum
- Minhenska Filharmnoija, dirigent: Serđu Čelibidake
- Simfonijski Orkestar Ruskog Ministarstva Kulture, dirigent: Genadij Roždestvenski
- Beogradska Filharmonija, dirigent: Horst Forster.